# Burán (transbordador)
Burán es el nombre de un transbordador espacial lanzado por la Unión Soviética en 1988. Aunque el programa de los transbordadores soviéticos se denominaba MKS, terminó siendo más conocido como Burán (en ruso: Буран, 'tormenta de nieve' o 'ventisca'), primer y único vehículo de la serie en alcanzar el espacio.
Junto al transbordador se desarrollaron los lanzadores, el cohete Energía y el avión de transporte AN-225. Todo ello formaba parte del  proyecto Energía/Buran que comenzó en 1976  sustituyendo al proyecto del sistema aeroespacial «Spiral». En la construcción del Energía, se empleó el concepto del cohete «Vulkan», el cual fue un diseño basado en el cohete Protón, pero mucho más grande y de mayor alcance, usando los mismos combustibles tóxicos hipergólicos. La designación de «Vulkan» fue posteriormente dada a una variación del Energía que tiene ocho aumentadores de presión y etapas múltiples.
El trabajo comenzó en 1976 en el Instituto Central de Aerohidrodinámica (TsAGI), como respuesta al programa del transbordador espacial estadounidense. Los políticos soviéticos estaban convencidos de que el transbordador espacial podría ser un arma efectiva desde el momento en que el Departamento de Defensa estadounidense comenzó a tomar parte en el proyecto. Pensaban que el transbordador podría desestabilizar la balanza de poder establecida durante la Guerra Fría. Este proyecto se convirtió en el mayor y más caro de la historia de la exploración espacial soviética.
Debido a que el debut del transbordador Burán fue posterior al del transbordador espacial Columbia, y dadas las similitudes entre ambos transbordadores, muchos especularon que el espionaje podría haber jugado un papel importante en el desarrollo del transbordador soviético. Esta impresión se apoyaba también en el recuerdo de las similitudes entre los aviones supersónicos de pasajeros Tupolev Tu-144 y Concorde. Sin embargo hoy se sabe que, aunque externamente sí comparte las características aerodinámicas del transbordador espacial estadounidense, internamente es un producto desarrollado por la ingeniería aeroespacial soviética (argumento ya expuesto por los responsables del proyecto en el tiempo de su desarrollo).

## El desarrollo del Burán

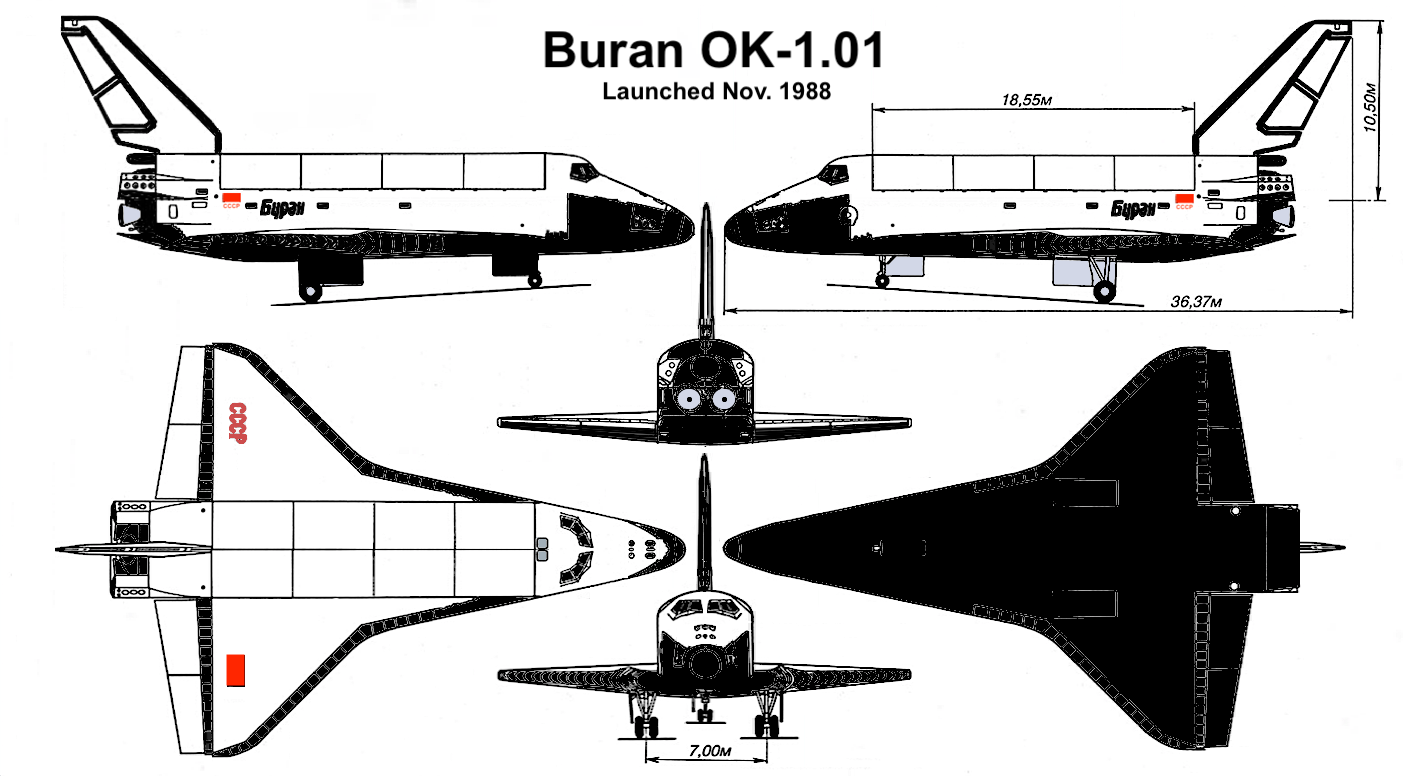
Diseño general del orbitador Buran OK-1.01

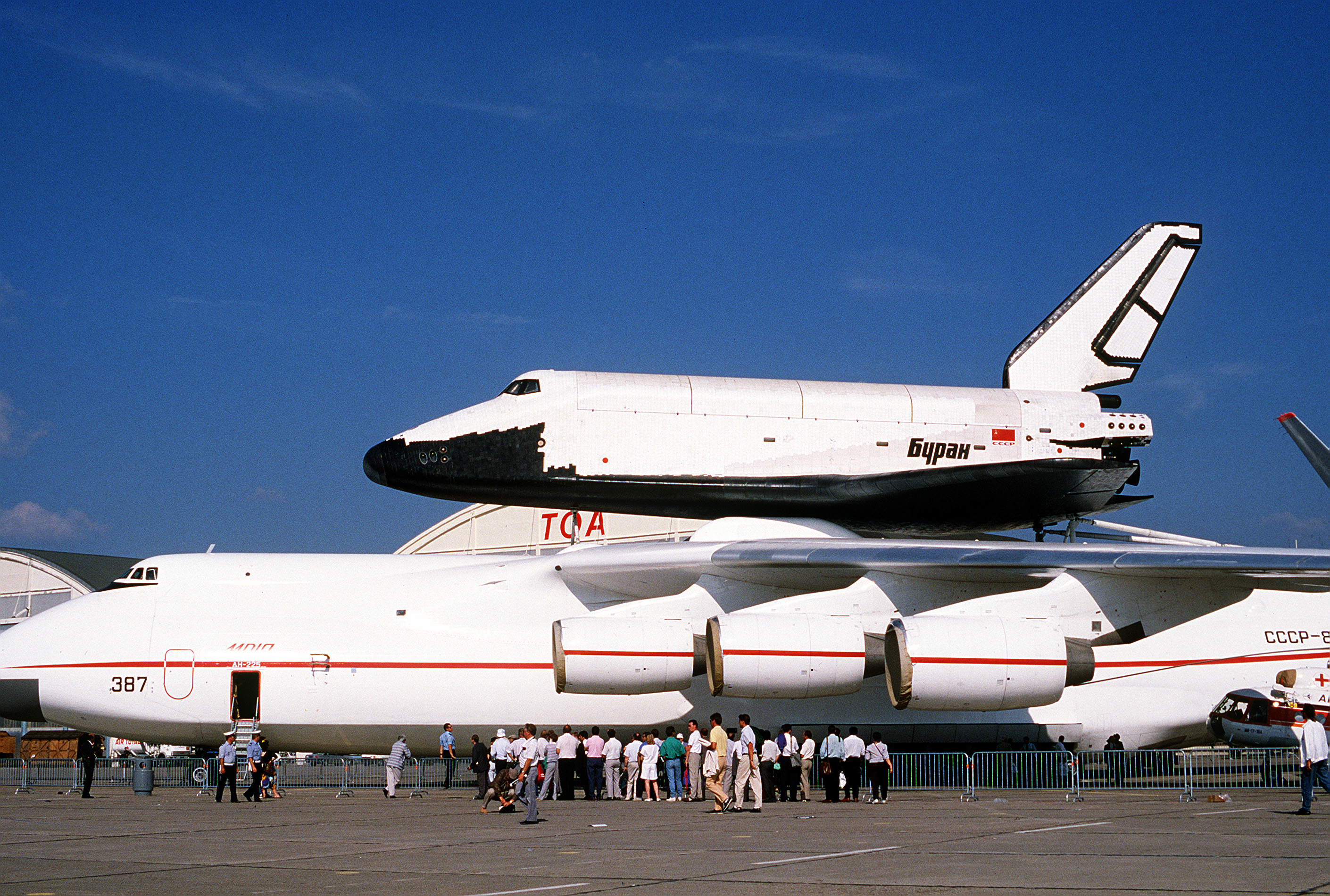
Buran en un An-225 en el Salón Aeronáutico de París de 1989.

El desarrollo del transbordador Burán se inició a principios de los años 1970 como respuesta al programa del transbordador espacial estadounidense. Cuando la NASA anunció el proyecto, los ingenieros del programa espacial soviético empezaron a estudiar la validez del programa, originalmente desestimaron el proyecto, ya que no creían que las cifras del coste del programa fueran realistas. Sin embargo, cuando se enteraron de que el transbordador podía ser lanzado desde la Base de la Fuerza Aérea Vandenberg, los militares soviéticos sospecharon que el programa fuera en realidad un bombardero nuclear, ya que un lanzamiento desde Vandenberg permitía sobrevolar los principales centros de la Unión Soviética en tan solo 10 minutos.
En febrero de 1976, a pesar de que los científicos eran escépticos de la sospecha militar, se crea el gabinete de diseño NPO Mólniya (Научно-производственное объединение «Молния») para el desarrollo del proyecto, bajo la dirección de Gleb Evgenievich Lozino-Lozinsky (Глеб Евгеньевич Лозино-Лозинский, Dic. 1909 - Nov. 2001) que fue responsable también del proyecto Spiral, del que fue sucesor. Mientras los ingenieros soviéticos preferían un vehículo sustentador más pequeño y ligero, los mandos militares impulsaban una copia a la misma escala del ala en delta del transbordador estadounidense, en un esfuerzo por mantener la paridad estratégica entre ambas superpotencias.
La construcción de los transbordadores se inició en 1980, y en 1984 se terminaba el primer Burán. Sin embargo, ya en julio de 1983 se producían los primeros vuelos suborbitales de modelos a escala, los BOR-5. Ante los progresos del programa, se prepararon otros cinco modelos a escala. También se construyó un vehículo de pruebas con cuatro motores a reacción montados en su parte trasera. Este vehículo es conocido como OK-GLI, o «Análogo Aerodinámico de Burán». Estos motores a reacción se usaban para efectuar el despegue desde una pista común, y una vez alcanzado un determinado punto, se apagaban para hacer descender el Burán planeando hasta la pista. Esto proporcionó una información valiosísima sobre las características de manejo del diseño, y se logró mediante un método mucho más sencillo que el utilizado por el programa del transbordador estadounidense, consistente en el montaje del transbordador de pruebas Enterprise sobre un avión Boeing 747 modificado y el desprendimiento del mismo en pleno vuelo. Las pruebas aerodinámicas del Burán concluyeron tras 24 vuelos, y posteriormente el aeroplano de pruebas fue retirado. En ocasiones los modelos análogos o "maquetas" 1:1 de los Buran eran transportados sobre los gigantescos aviones Antonov An-225, en 1989 un AN:225 trasladó como "mochila" a un Burán hasta la Feria Internacional de Aviación de Le Bourget (en los suburbios de París).

## Su primer y único vuelo

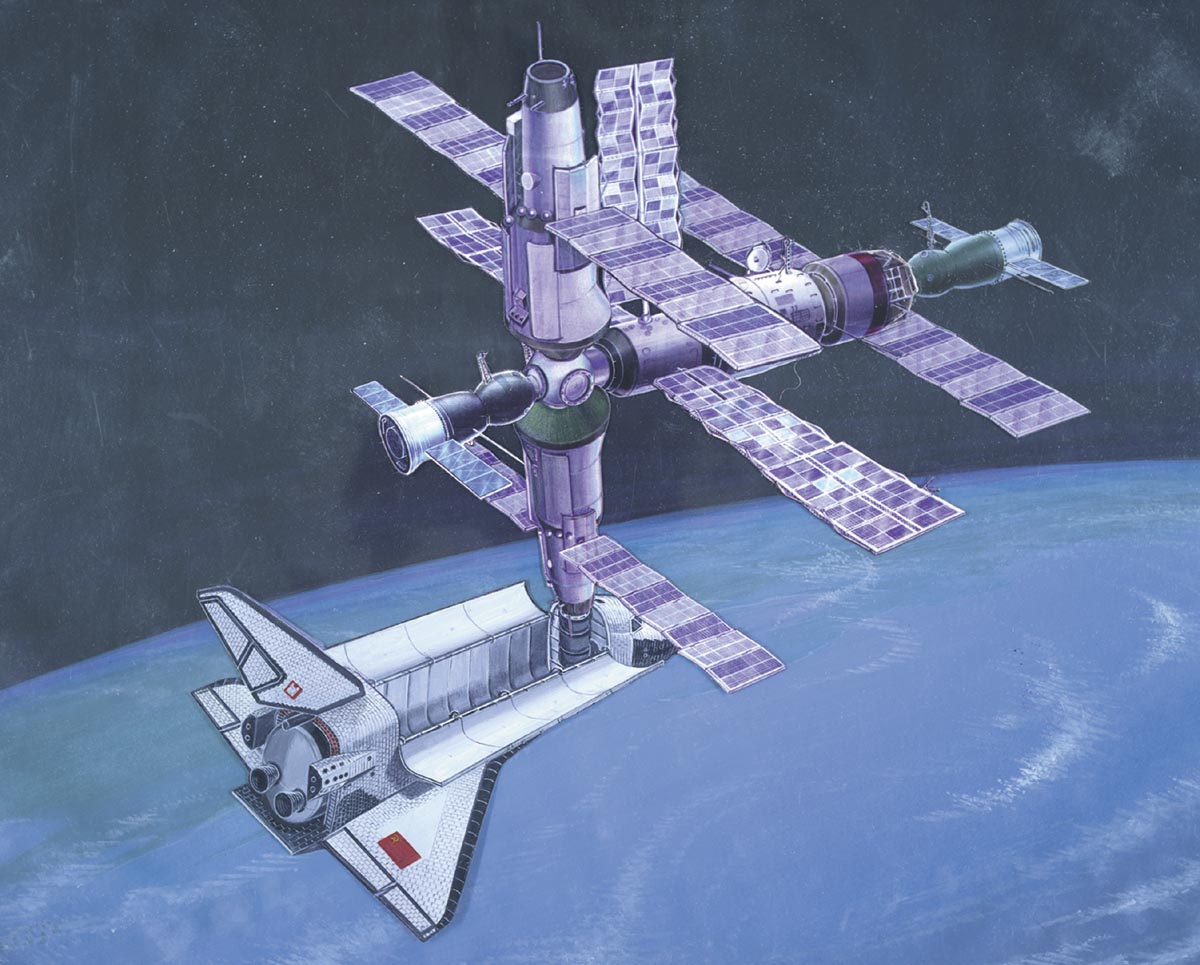
El transbordador Buran se acopló a la Mir usando el módulo de acoplamiento en la parte delantera del compartimiento de carga útil (concepto artístico)

El único vuelo orbital del Burán (no tripulado) se produjo a las 3:00 UTC del 15 de noviembre de 1988. Fue puesto en órbita por un lanzador Energía específicamente diseñado para este vuelo. El sistema de soporte vital no estaba instalado, así como tampoco los controles de la cabina. El transbordador efectuó dos órbitas completas antes de regresar, ejecutando un impresionante aterrizaje en automático en la pista del cosmódromo de Baikonur. Los transbordadores estadounidenses, aunque eran casi por completo automáticos, debían ser pilotados manualmente en vuelo atmosférico. El sistema de guía automático fue diseñado en el Centro de Investigación Científica Jartrón (en Járkov), fue el mayor logro ya que no necesitaba la intervención de pilotos humanos.
Parte del lanzamiento fue televisado, aunque no el lanzamiento en sí. Esto dio pie a las especulaciones que afirmaban que fue una misión «fabricada», y que el posterior aterrizaje no se había producido desde la órbita, sino desde un avión que transportaba uno de los transbordadores rusos (proceso que se usaba en la parte estadounidense para probar las características aerodinámicas de sus propios aparatos). Desde entonces, los videos de aquel lanzamiento fueron publicados, confirmando que ciertamente, el Burán fue lanzado y en las pobres condiciones climatológicas que los medios de comunicación soviéticos habían afirmado que tal lanzamiento sucedió.

## El prematuro final del Burán

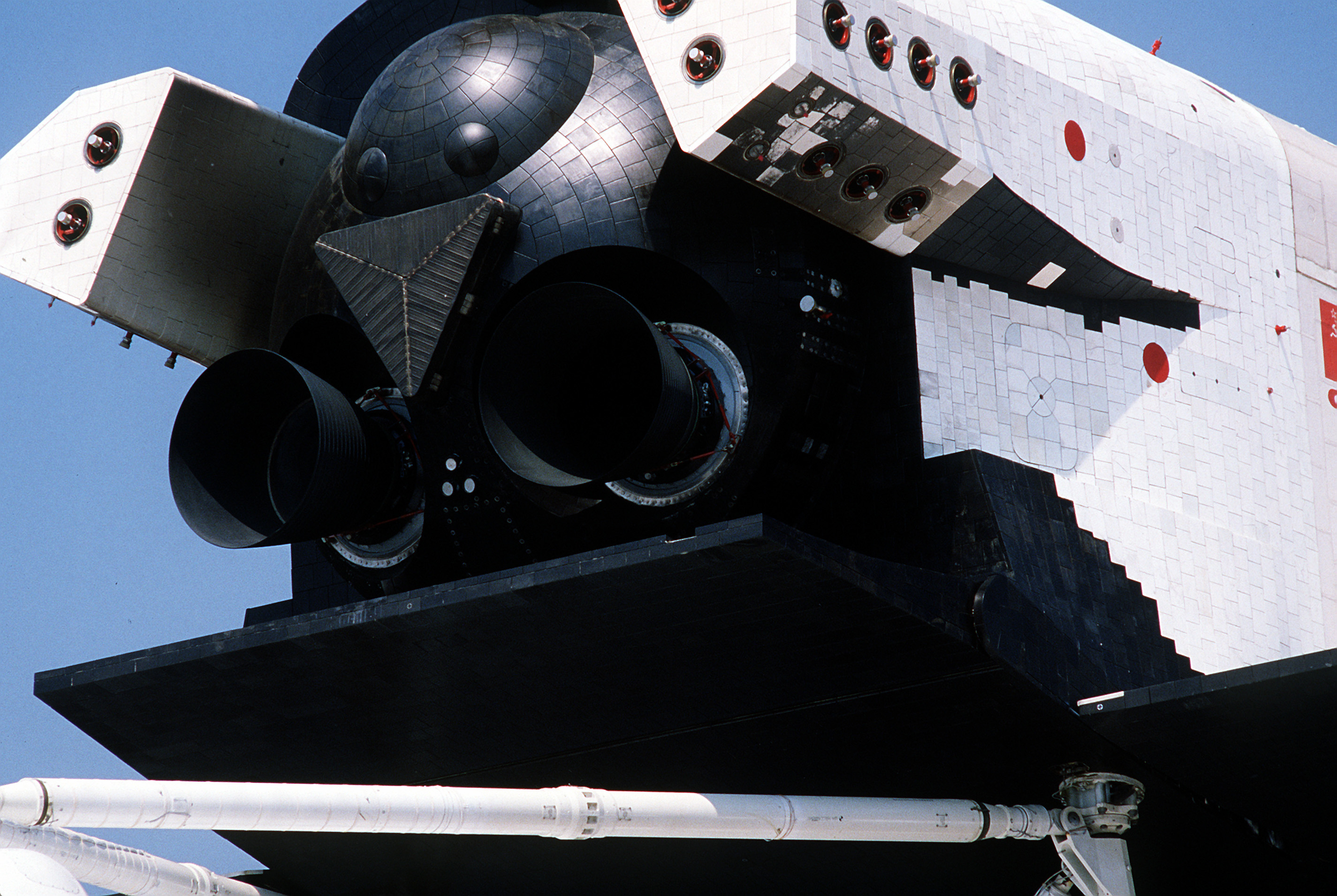
Motores de maniobra orbital en la parte trasera de Buran.

Tras este primer vuelo exitoso, el proyecto fue suspendido debido a la falta de fondos y a la situación política en la Unión Soviética. Los dos orbitadores siguientes, programados para 1990 y 1992, nunca se terminaron. El 30 de junio de 1993, el proyecto era cancelado de forma oficial por el presidente ruso Borís Yeltsin. En aquel momento el erario ruso había gastado en el proyecto unos 20.000 millones de rublos.
Este programa quería enaltecer el orgullo nacional, impulsar la investigación y proporcionar los conocimientos tecnológicos que los estadounidenses conseguían con su propio programa del transbordador espacial. Además, se pretendía que el Burán se convirtiera en el suministrador de materiales para la estación espacial Mir, que había sido lanzada en 1986 y permaneció en servicio hasta 2001. Cuando finalmente la Mir fue visitada por un transbordador, el visitante fue el transbordador estadounidense, y no el Burán.
El módulo «Burán SO», un módulo de acoplamiento que debía ser usado para el encuentro con la estación espacial Mir, fue modificado para su uso con el transbordador espacial estadounidense durante las misiones Shuttle-Mir.

### El deterioro de los restos del programa

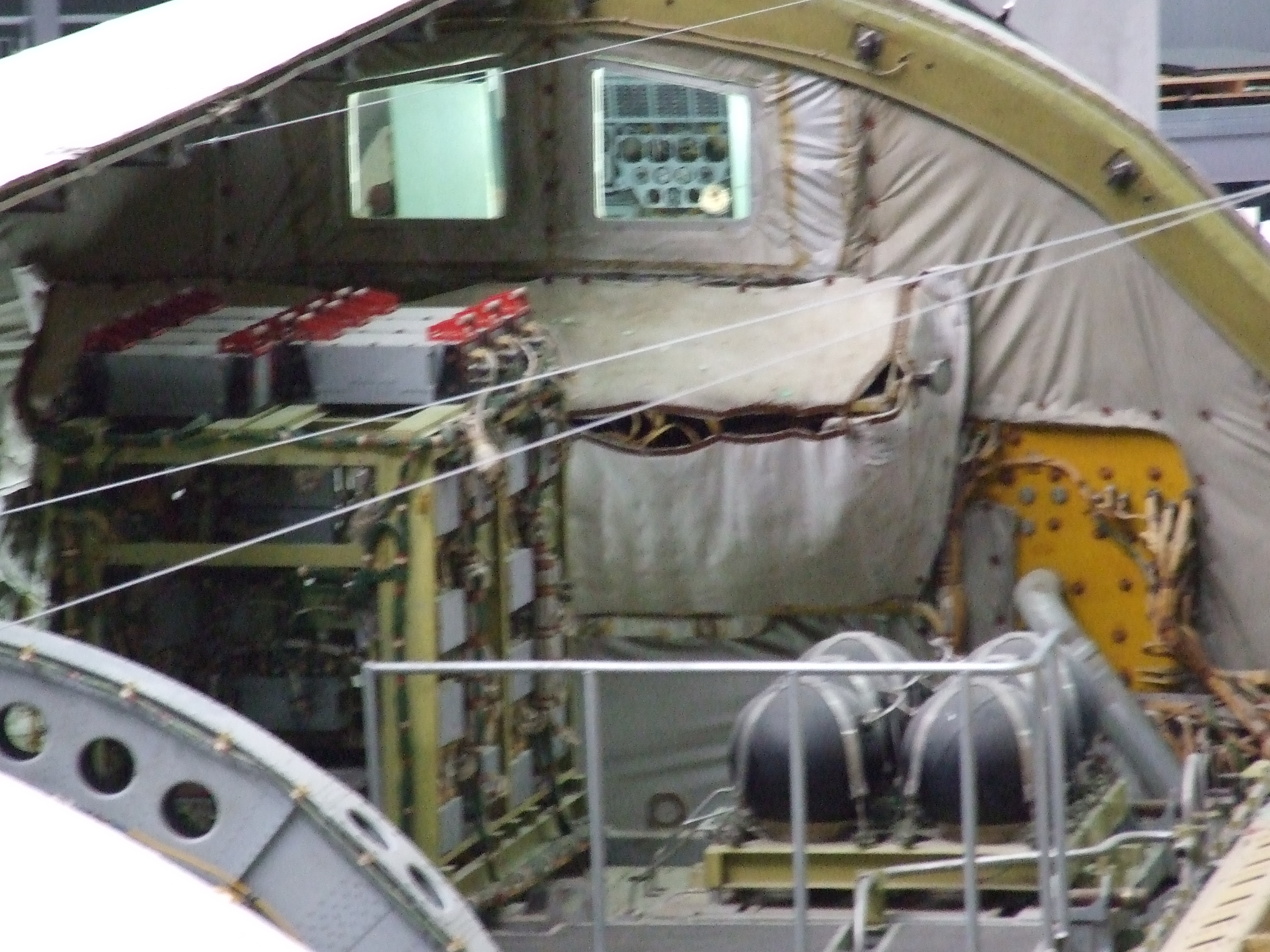
Parte superior del módulo de tripulación del Burán, en la parte delantera del barco, con la cubierta de vuelo (Command Compartment - KO) visible a través de las ventanas del compartimento de carga útil.

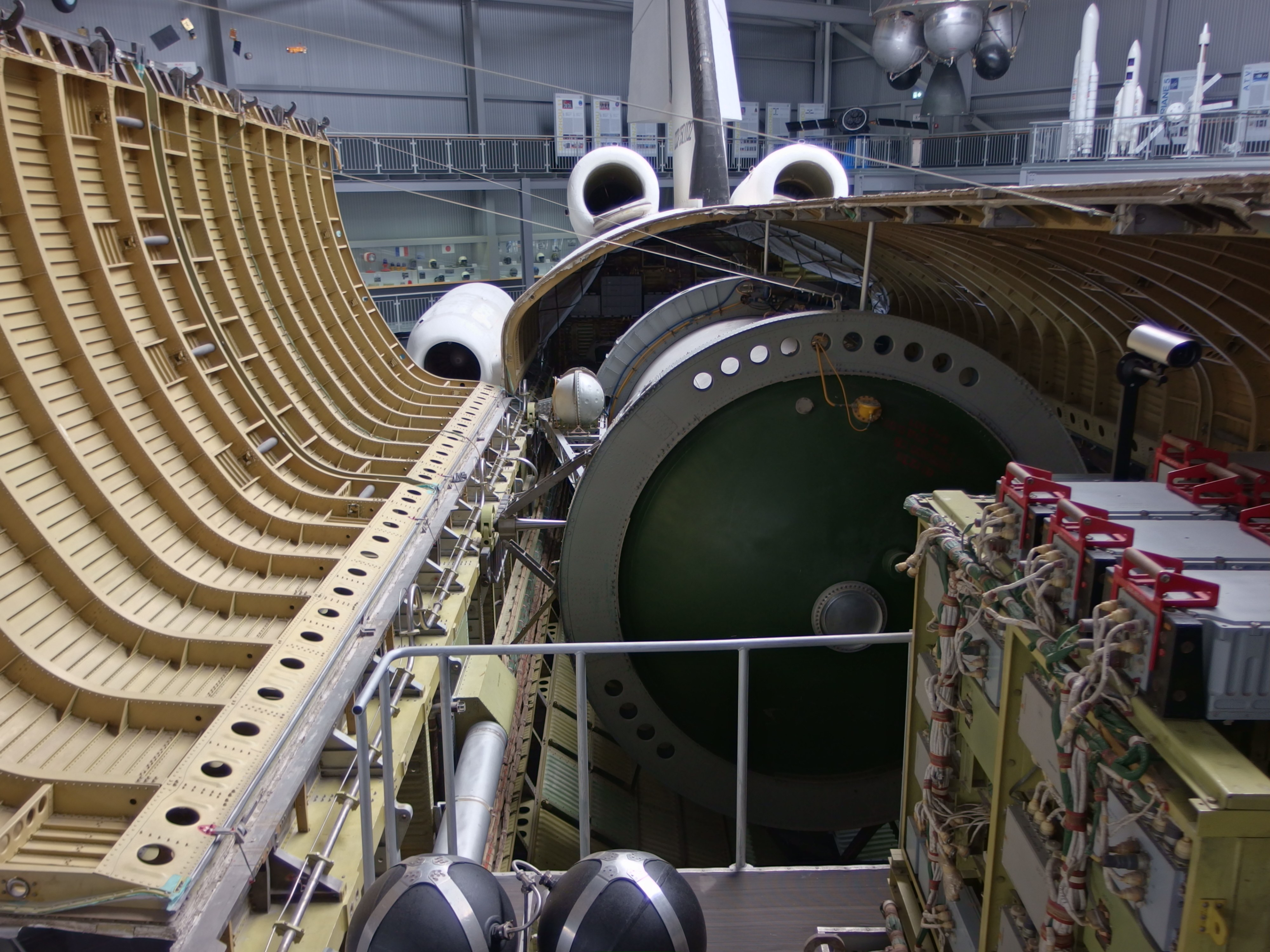
Maqueta del módulo de laboratorio dentro del compartimiento de carga útil del aerotester OK-GLI, en exhibición en el Museo de la Tecnología de Espira

Los transbordadores de tipo Burán completados a la cancelación del programa (1.01 11F35 o K1 «Burán» y 1.02 11F35 o K2 «Ptichka», "pajarito" en ruso), y los restos del proyecto, son hoy propiedad de Kazajistán. En 2002, el techo del hangar que acogía al único Buran que había completado un vuelo orbital y una maqueta del lanzador Energía se derrumbó por la falta de mantenimiento, quedando destruido el vehículo. También murieron en este accidente ocho trabajadores.
La segunda serie Burán (2.01 11F35 K3 y 2.02 11F35 K4), un transbordador modificado con un nuevo diseño del puente de vuelo y equipado con asientos eyectables para los primeros vuelos tripulados, nunca dejaron la factoría de Túshino, y allí quedan tres de ellos en malas condiciones de conservación. Partes de estos vehículos han sido incluso vendidas por Internet.
El aparato 2.03 (11F35 K5) fue desmantelado cuando se canceló el programa y ya no existe.
Aunque hubo cinco aparatos Burán en producción, llegaron a existir hasta ocho vehículos de pruebas. Estos vehículos se utilizaron en las pruebas de resistencia estática o en pruebas atmosféricas. Algunos de ellos no eran sino meras maquetas para las pruebas de equipamiento eléctrico, procedimientos para la tripulación, etc.

### El extraño viaje del «OK-GLI»
El vehículo de pruebas aerodinámicas «OK-GLI» fue equipado con cuatro motores traseros a reacción (el depósito de combustible ocupaba la cuarta parte de su bodega de carga). Este Burán podía despegar por sí solo para los vuelos de prueba. Tras la cancelación del programa, el OK-GLI fue almacenado en la base aérea de Zhukovski, cerca de Moscú, y posteriormente fue comprado por una compañía australiana, la «Buran Space Corporation» y trasladado en barco hasta Sídney vía Gotemburgo, Suecia (país de los contratistas de la operación). Este especial aeroplano llegó a su destino el 9 de febrero de 2000, permaneciendo durante algunos años como una atracción turística en la Bahía de Darling.
Sus visitantes podían caminar alrededor y por el interior del vehículo (se construyó para ello una plataforma a lo largo de la bodega de carga), y se hicieron planes para una exposición itinerante por varias ciudades de Australia y Asia. Sin embargo, sus propietarios entraron en bancarrota y el vehículo fue llevado a un descampado donde quedó deteriorado y sufrió diversos actos vandálicos.
En septiembre de 2004, un periodista alemán encontró el transbordador cerca de Baréin. El museo alemán «Technik Museum Speyer» compró el aparato, donde se expone desde mediados de 2008.

### Los Burán, hoy

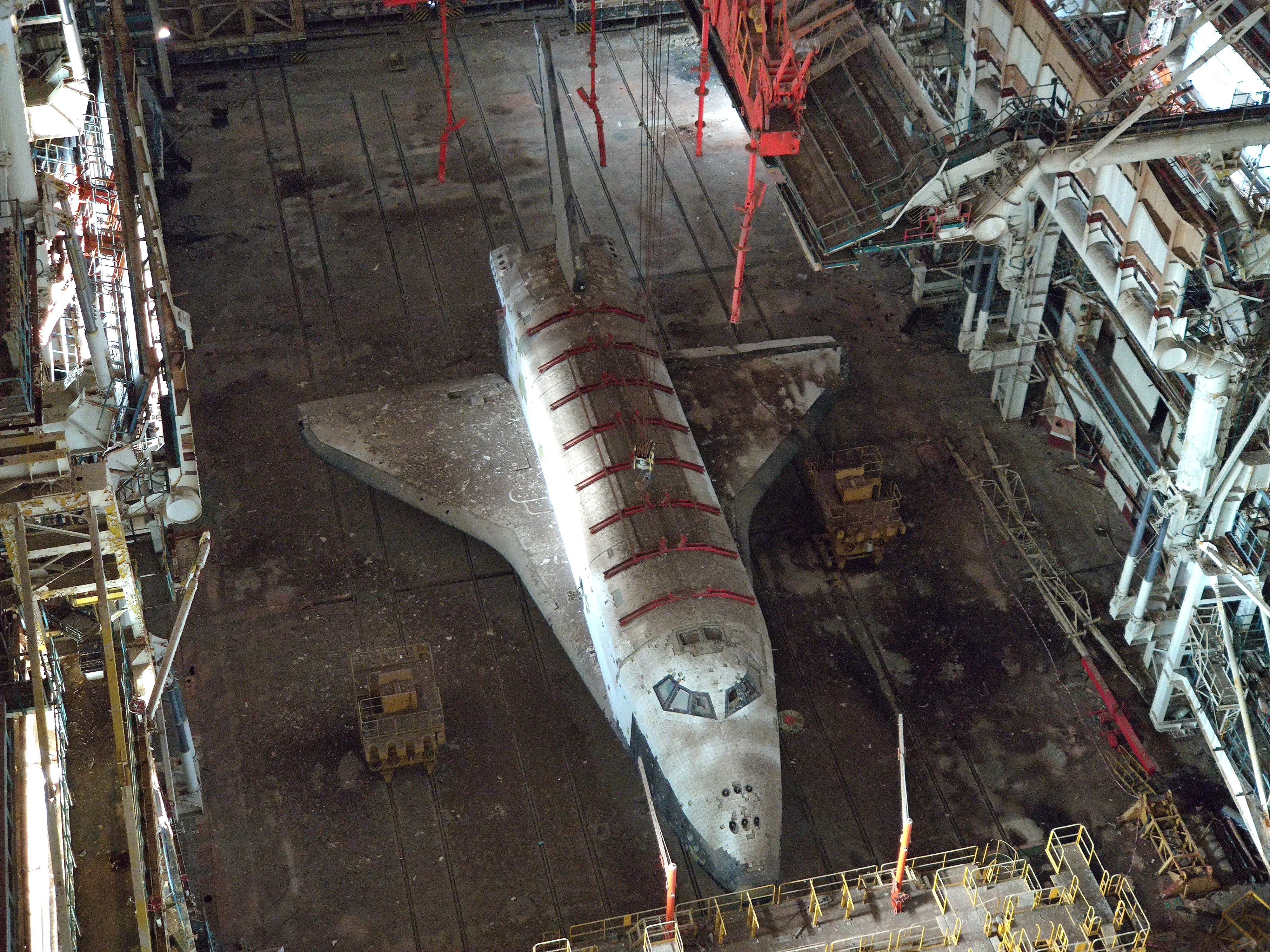
Ptichka en el Cosmódromo de Baikonur en el año 2020.

A continuación se listan los números de serie de cada aparato y su ubicación actual:
| OK-M (0.01)    | Pruebas estáticas                            | Cosmódromo de Baikonur                    |
| OK-GLI (0.02)  | Pruebas aerodinámicas                        | Museo alemán «Technik Museum Speyer»      |
| OK-KS (0.03)   | Pruebas estáticas de integridad y eléctricas | Fabrica Energía en Korolev                |
| OK-MT (0.04)   | Maqueta de ingeniería                        | Destruido                                 |
| OK-TVA (0.15)  | Pruebas estáticas                            | Centro Panruso de Exposiciones, Moscú     |
| OK-??? (0.5)   | Pruebas estáticas                            | Desconocido                               |
| OK-??? (0.6)   | Pruebas estáticas                            | Desconocido                               |
| OK-TVI (0.8)   | Pruebas estáticas térmicas y de vacío        | Desconocido                               |
| Buran (1.01)   | Operativo                                    | Destruido                                 |
| Ptichka (1.02) | Construcción interrumpida (97% completado)   | Cosmódromo de Baikonur                    |
| Baikal (2.01)  | Construcción interrumpida (40% completado)   | Túshino, Moscú                            |
| Buran (2.02)   | Construcción interrumpida                    | Parcialmente desmantelado, Tushino, Moscú |
| Buran (2.03)   | Construcción interrumpida                    | Destruido                                 |
En 2003, la paralización de los vuelos del transbordador estadounidense llevó a muchos a preguntarse si sería posible poner de nuevo en servicio al cohete Energía y al transbordador Burán. Sin embargo, ya por entonces todo el equipamiento necesario para ello, incluyendo los vehículos, habían caído en el desuso y el deterioro, o se había dedicado a otros usos tras el derrumbe de la Unión Soviética.

## Diferencias notables entre Burán y los transbordadores de la NASA

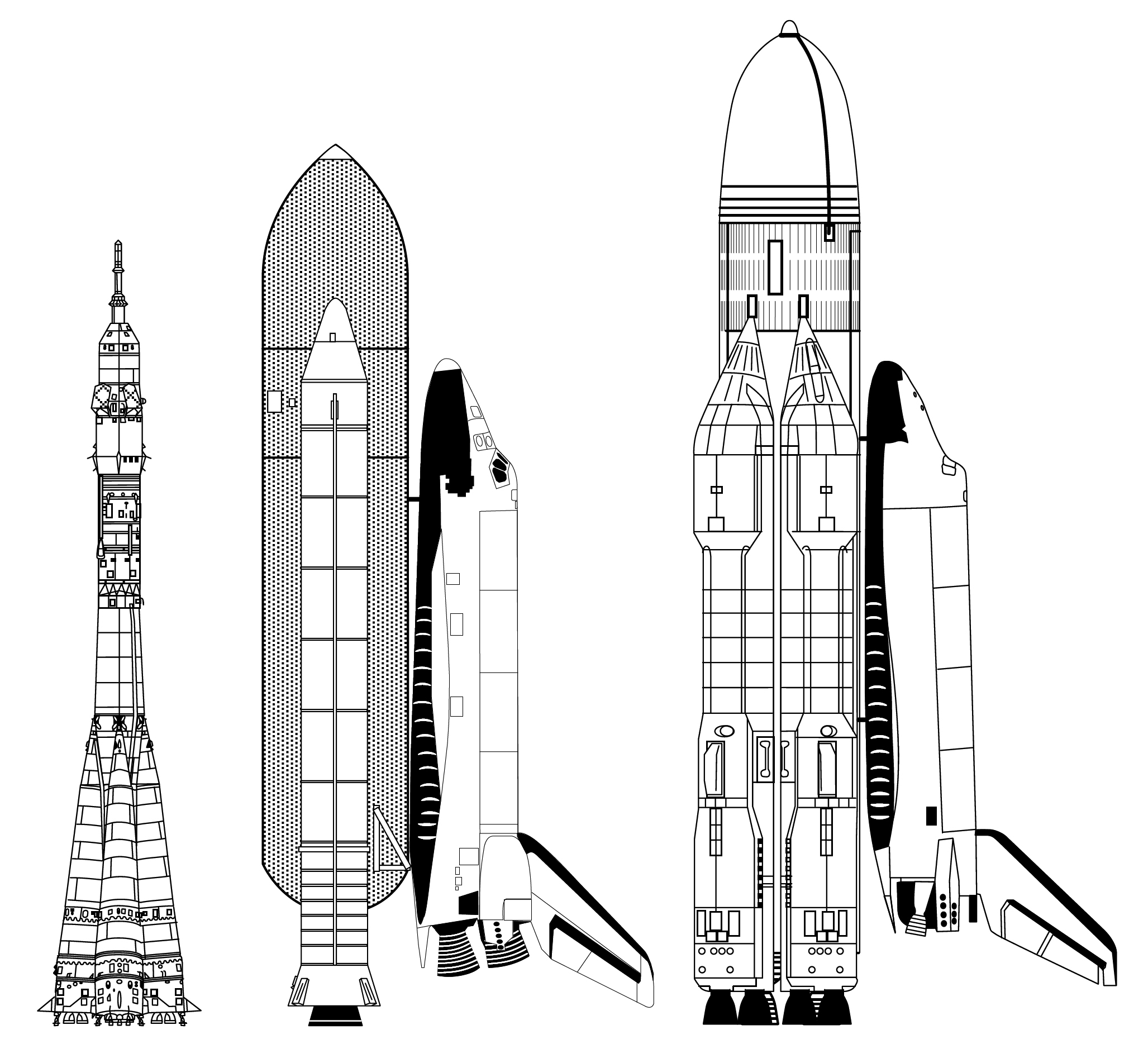
Perfil comparado —de izquierda a derecha- de una lanzadera Soyuz (R-7 11A511), el transbordador espacial estadounidense y el cohete Energía en su configuración para lanzamientos del Transbordador Burán.

- El Buran no es parte integral del sistema de lanzamiento, sino una mera carga del lanzador ruso Energía, que a su vez era capaz de lanzar otros tipos de carga de hasta 80 toneladas como la estación militar Polyus.
- La duración de un vuelo típico era de 10 días, pero añadiendo provisiones y combustible se podía extender hasta 30 días.
- El orbitador Burán no tiene cohetes principales, liberando espacio y peso para cargas adicionales.
- Los cohetes auxiliares («boosters») del cohete Energía usan combustible líquido (queroseno/oxígeno) en lugar de combustible sólido como el estadounidense.
- El lanzador Energía, incluyendo sus motores principales, fue diseñado en principio para ser completamente reutilizable, aunque posteriores recortes presupuestarios impidieron completar esta versión. El transbordador estadounidense posee motores reutilizables en el orbitador y motores auxiliares reutilizables, pero requiere un depósito de combustible externo que no es recuperable y se quema en la atmósfera.
- El transbordador Buran puede poner en órbita baja unas 30 toneladas en su configuración estándar, en comparación con las 25 toneladas del transbordador estadounidense.
- El índice de sustentación del aeroplano Burán es de 6,5 en oposición a los 5,5 del transbordador estadounidense.
- La carga con la que el Burán puede retornar de un vuelo orbital es de 20 t, mientras el estadounidense sólo puede devolver 15 t.
- Aunque la protección térmica de ambos transbordadores no tiene diferencias significativas, los ingenieros soviéticos opinaban que la suya era termodinámicamente superior.
- El sistema de maniobra orbital del Burán utiliza oxígeno y queroseno en lugar de propelentes tóxicos, y tiene un rendimiento mayor.
- La tripulación no experimentaba cargas-G mayores de 3,0 G durante el ascenso, y 1,6 G durante el reingreso.
- El transbordador Burán podía realizar misiones sin tripulación, mientras que el estadounidense no. Esto significa que el Burán fue el primer transbordador espacial en funcionar completamente con piloto automático.